# 愛はおしゃれじゃない
「愛はおしゃれじゃない」（あいはおしゃれじゃない）は、岡村靖幸 w 小出祐介のシングル。
岡村の27枚目のシングルとして、2014年4月2日にV4 Recordより発売。

## 概要
岡村のシングルとして、初めてコラボレーション名義で発売されたシングル（過去『Dog Days』「聖書（バイブル）」にCHAKA、「パラシュート★ガール」にCHARAがゲストボーカルでの参加はある）。ジャケットは自身も岡村ファンである久保ミツロウが担当、ブックレットには久保による22頁のネームを掲載。
表題作「愛はおしゃれじゃない」は、フジテレビ系バラエティ番組『久保みねヒャダこじらせナイト』テーマソング。2012年小出のバンドBase Ball Bearのミニアルバム「初恋」内の「君はノンフィクション」に岡村がプロデュース参加した際に本作の原型が制作され「君はノンフィクション」同様、架空の化粧品のキャッチコピーをイメージして楽曲が作られ、そのうちの一つ「君だけにモテたい」が冒頭の歌詞に反映されている。
カップリング曲「ラブビデオ」は、カンパニー松尾が岡村をイメージしたビデオ作品をオマージュして小出が作詞した。

## 収録曲
（全作詞：小出祐介、全作曲・編曲：岡村靖幸）
1. 愛はおしゃれじゃない
2. ラブビデオ